# Ladybug & Cat Noir: The Movie (саундтрек)
Miraculous, le film — La bande originale — альбом із саундтреком до французького фільму «Леді Баґ і Супер-Кіт: Фільм» 2023 року. Він був опублікований Muzeek One під лейблом TF1 Musique 30 червня 2023 року. 5 липня 2023 року вийшов окремий альбом з музикою до фільму.

## Фон
Під час Comic Con Experience 2018 Джеремі Заг оголосив, що у фільмі «Леді Баг і Супер-Кіт» буде важливий музичний компонент, і він сам написав музику для нього. Режисер Майкл Грейсі з Австралії приєднався до проєкту як виконавчий продюсер, щоб сприяти розвитку музичного аспекту.
2023 року в Салоні Гюстава Ейфеля на першому поверсі Ейфелевої вежі був організований показ виконавців голосів Леді Баг та Супер-Кота, Лу та Елліота, щоб презентувати саундтрек. Ще одна подібна демонстрація відбулася на Японській виставці Expo 2023 14 липня.

## Випуск
Альбом з саундтреком був випущений 30 червня 2023 року лейблом TF1 Musique під брендом Muzeek One, а розповсюдженням займається Sony Music Entertainment France. Саундтрек вийшов у лімітованому тиражі разом із 15-сантиметровими плюшевими іграшками та маскою Леді Баг. Також пізніше були випущені видання з автографами Лу, Елліотта та Джеремі Зага.

### Сингли
«Plus forts ensemble» Лу та Елліотта був випущений як головний сингл альбому 9 червня 2023 року. Відеокліп до цієї пісні з'явився 21 червня 2023 року. Другий сингл, «Courage en moi» від Лу, вийшов 21 липня, а відеокліп до нього був представлений 23 липня.

## Трек-лист
Усі пісні були створені Джеремі Загом і написані спільно з Майклом Грейсі, Крісом Рідом і Бріттом Бертоном.
| Список треків Miraculous, фільму – Оригінальний гурт | Список треків Miraculous, фільму – Оригінальний гурт | Список треків Miraculous, фільму – Оригінальний гурт | Список треків Miraculous, фільму – Оригінальний гурт |
| #                                                    | Назва                                                | Виконавці                                            | Тривалість                                           |
| ---------------------------------------------------- | ---------------------------------------------------- | ---------------------------------------------------- | ---------------------------------------------------- |
| 1.                                                   | «Як би я вірив у себе»                               | Лу(французька співачка)                              | 3:13                                                 |
| 2.                                                   | «На миль з тобою»                                    | Елліота                                              | 1:38                                                 |
| 3.                                                   | «Ти Леді Баг»                                        | Лу і Серіс Каліксте                                  | 2:43                                                 |
| 4.                                                   | «Моя Леді»                                           | Елліот                                               | 2:11                                                 |
| 5.                                                   | «Папійон»                                            | Антуан Томе                                          | 2:35                                                 |
| 6.                                                   | «Відвага в мені»                                     | Лу                                                   | 3:21                                                 |
| 7.                                                   | «Разом сильніше»                                     | лу і Елліот                                          | 4:28                                                 |
| 8.                                                   | «Бути собою»                                         | Лу                                                   | 2:50                                                 |
| 9.                                                   | «Тепер я бачу тебе»                                  | Лу та Дрю Райан Скотт                                | 3:25                                                 |
| 10.                                                  | «Друзі чи вороги»                                    |                                                      | 1:52                                                 |
| 11.                                                  | «Один у світі»                                       |                                                      | 1:20                                                 |
| 12.                                                  | «Ти змінив моє життя»                                |                                                      | 1:18                                                 |
| 13.                                                  | «Розбите серце»                                      |                                                      | 1:10                                                 |
| 14.                                                  | «Момент істини»                                      |                                                      | 3:53                                                 |
| 15.                                                  | «Мужність у мені(альтернативна версія»               |                                                      | 3:06                                                 |
| 16.                                                  | «Автори серіалу (Miraculous VF Remix)»               | Лу та Елліот                                         | 2:45                                                 |
| 39:56                                                |                                                      |                                                      |                                                      |

## Критика
Музичний критик Джонатан Брокстон відзначив: «Джеремі Заг відмінно передає різноманітність настрою, вдаючись в емоційні резонанси сюжету і досягаючи вражаючих піков, особливо в сценах екшену та в емоційному фіналі». Лорі К. з Ready Steady Cut висловила думку, що «музика могла б стати сильнішою. Деякі пісні вражають як забуті, і відчутно, що актори голосу та виконавці пісень — це різні особи, що далеко відбігає від контексту сюжету». Тесса Сміт з Mama's Geeky оцінила це як «захоплююче та цікаве». Англійська версія саундтреку до фільму «Miraculous: Ladybug & Cat Noir, The Movie» була представлена під назвою «Original Soundtrack». Вона вийшла 28 липня 2023 року за участі лейблу 22D Music та з розповсюдженням від Lakeshore Records. Варто відзначити, що випуск фільму співпав з його показом на платформі Netflix у вибраних регіонах.
Саундтрек складався з 38 композицій, що містили пісні та музичний супровід у єдиному альбомі, на відміну від оригінальної французької версії.
У англійській версії Лу виконує співочі партії Марінетт, Дрю Райан Скотт співає як Кот Нуар, Мела Лі надає голос Тіккі, а Кіт Сільверстейн виконує частину Габріеля Агреста. Крім того, англійська версія пісні «Si je croyais en moi» отримала назву «If I Believed in Me» і була випущена як промо-сингл 28 липня 2023 року для підтримки релізу фільму на Netflix в англомовних регіонах.
Усі пісні були згадані Джеремі Загом, і авторський колектив включав Майкла Грейсі, Кріса Ріда та Брітту Бертона.